# Campionato Sul-Mato-Grossense 2024
Il Campionato Sul-Mato-Grossense 2024 è stata la 46ª edizione della massima serie del campionato sul-mato-grossense. La stagione è iniziata il 21 gennaio 2024 e si è conclusa il 21 aprile successivo.

## Stagione

### Novità
Al termine della stagione 2023, sono retrocesse in Segunda Divisão Comercial-MS e Operario de Caarapó. Sono state ammesse Pantanal e Corumbaense.
Il Chapadão non ha preso parte a questa edizione del campionato. al suo posto, è stato ammesso il Nautico-MS.

### Formato
Le dieci squadre si affrontano dapprima in una prima fase, consistente in un due gironi da cinque squadre. Le prime quattro classificate di tali gironi, accederanno alla seconda fase che decreterà la vincitrice del campionato. Le due ultime classificate, invece, retrocedono in Segunda Divisão.
La formazione vincitrice potrà partecipare alla Coppa del Brasile 2025 e alla Copa do Nordeste 2025. Esclusi i club che sono già qualificati alle prime tre serie del campionato nazionale, la formazione meglio piazzata potrà partecipare alla Série D 2025.

## Risultati

### Prima fase

#### Gruppo A
|  | Pos. | Squadra     | Pt | G | V | N | P | GF | GS | DR  |
|  | ---- | ----------- | -- | - | - | - | - | -- | -- | --- |
|  | 1.   | Operário-MS | 20 | 8 | 6 | 2 | 0 | 14 | 3  | +11 |
|  | 2.   | Coxim       | 12 | 8 | 3 | 3 | 2 | 12 | 10 | +2  |
|  | 3.   | Pantanal    | 12 | 8 | 3 | 3 | 2 | 10 | 9  | +1  |
|  | 4.   | Costa Rica  | 11 | 8 | 3 | 2 | 3 | 8  | 7  | +1  |
|  | 5.   | Nautico-MS  | 0  | 8 | 0 | 0 | 8 | 6  | 21 | -15 |

Legenda:
      Ammessa alla seconda fase
      Retrocessa in Segunda Divisão 2024
Note:
Tre punti a vittoria, uno a pareggio, zero a sconfitta.

#### Gruppo B
|  | Pos. | Squadra       | Pt | G | V | N | P | GF | GS | DR |
|  | ---- | ------------- | -- | - | - | - | - | -- | -- | -- |
|  | 1.   | Dourados      | 17 | 8 | 5 | 2 | 1 | 10 | 4  | +6 |
|  | 2.   | Aquidauanense | 15 | 8 | 4 | 3 | 1 | 13 | 8  | +5 |
|  | 3.   | Corumbaense   | 9  | 8 | 2 | 3 | 3 | 12 | 13 | -1 |
|  | 4.   | Ivinhema      | 7  | 8 | 2 | 1 | 5 | 12 | 15 | -3 |
|  | 5.   | Novo          | 6  | 8 | 1 | 3 | 4 | 7  | 13 | -6 |

Legenda:
      Ammessa alla seconda fase
      Retrocessa in Segunda Divisão 2024
Note:
Tre punti a vittoria, uno a pareggio, zero a sconfitta.

### Seconda fase

#### Quarti di fase
| Squadra 1   | Totale          | Squadra 2     | Andata | Ritorno |
| ----------- | --------------- | ------------- | ------ | ------- |
| Ivinhema    | 1 – 1 (4-5 dtr) | Operário-MS   | 0 – 1  | 1 – 0   |
| Pantanal    | 3 – 2           | Aquidauanense | 2 – 2  | 1 – 0   |
| Costa Rica  | 1 – 1 (2-4 dtr) | Dourados      | 0 – 0  | 1 – 1   |
| Corumbaense | 6 – 3           | Coxim         | 4 – 2  | 2 – 1   |

#### Semifinali
| Squadra 1   | Totale | Squadra 2   | Andata | Ritorno |
| ----------- | ------ | ----------- | ------ | ------- |
| Pantanal    | 2 – 3  | Operário-MS | 2 – 3  | 0 – 0   |
| Corumbaense | 0 – 2  | Dourados    | 0 – 0  | 0 – 2   |

#### Finale
| Squadra 1 | Totale | Squadra 2   | Andata | Ritorno |
| --------- | ------ | ----------- | ------ | ------- |
| Dourados  | 2 – 3  | Operário-MS | 1 – 0  | 1 – 3   |